# Langholm (Regno Unito)

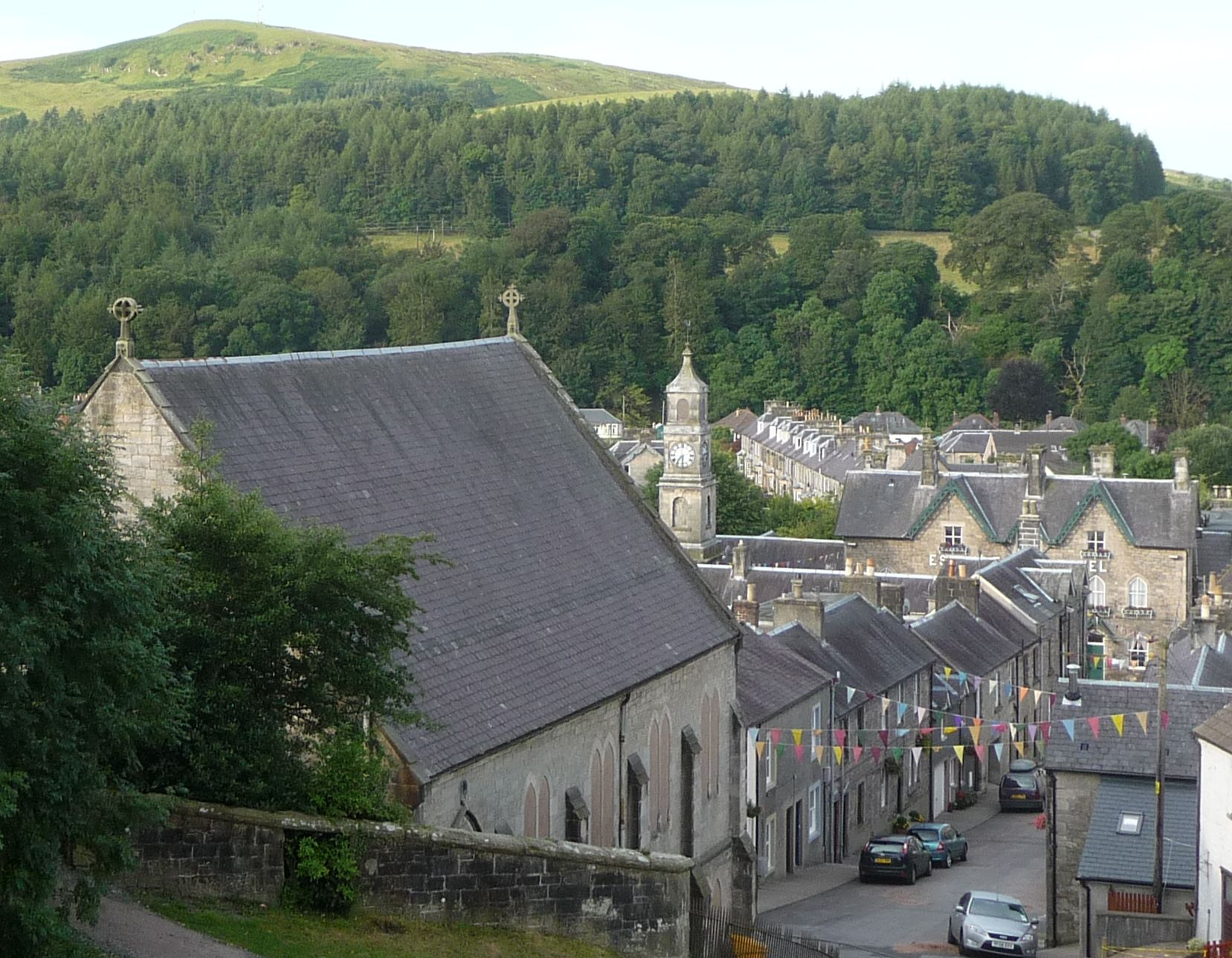
Veduta panoramica della cittadina di Langholm con la chiesa dedicata a San Francesco d'Assisi.

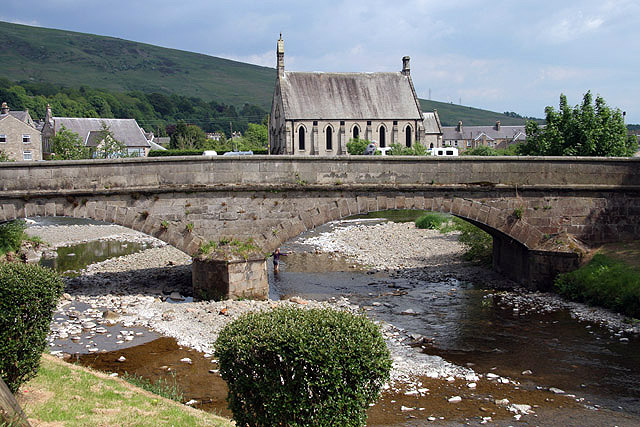
Un ponte a Langholm.

Langholm (pron.: /ˈlæŋəm/; in Scots: Langhowm; in gaelico scozzese: Langaim), conosciuta come "The Muckle Town", è una cittadina (e anticamente burgh) di circa 2 100-2 200 abitanti della Scozia sud-occidentale, facente parte dell'area amministrativa di Dumfries e Galloway (contea tradizionale: Dumfriesshire) e situata alla confluenza del fiume Esk con lo Ewes Water, al confine con l'Inghilterra.

## Geografia fisica
Langholm si trova nella parte sud-orientale dell'area di Dumfries e Galloway, a sud-ovest di Bentpath e a pochi chilometri dal confine con l'area amministrativa scozzese degli Scottish Borders e dalla contea inglese del Northumberland.

## Storia
Nel corso del XVI secolo, fu costruito un castello in loco.
Nel 1778,  il duca di Buccleuch fondò quella che in origine fu chiamata "New Langholm".

## Monumenti e luoghi d'interesse

### Architetture religiose
- Chiesa di San Francesco[6]

### Architetture militari
- Rovine del castello di Langholm (XVI secolo)[4]

### Architetture civili
- Langholm Bridge[4]

## Società

### Evoluzione demografica
Nel 2014, la popolazione stimata di Langholm era pari a circa 2 160 abitanti.
La località ha conosciuto quindi un lieve decremento demografico rispetto al 2011, quando la popolazione censita era pari a 2 227 abitanti e soprattutto rispetto al 2001, quando la popolazione censita era pari a 2 400 abitanti.

## Cultura
Langholm è la città di origine della Langholm Town Band, considerata la più antica orchestra di ottoni della Scozia

## Economia
Un tempo a Langholm veniva prodotto il whisky omonimo: la Langholm Distillery, la più antica distilleria scozzese, ora chiusa, aveva aperto i battenti nel 1765.

## Sport
- Langholm RFC, squadra di rugby[7]